# Bundesverband der Deutschen Gießerei-Industrie

Logo

Der Bundesverband der Deutschen Gießerei-Industrie e.V. (BDG) ist ein 2008 gegründeter Branchenverband der deutschen Gießerei-Industrie mit Sitz in Düsseldorf. Der BDG ist Mitglied im europäischen Gießerei-Verband, der European Foundry Association (CAEF). Hauptgeschäftsführer ist Max Schumacher, Präsident ist Clemens Küpper. Er wurde am 27. Mai 2021 für die dreijährige Amtsheit gewählt und nach Wiederwahl am 18. Juni 2024 für weitere drei Jahre bis 2027 bestätigt. Der BDG ist Herausgeber der Branchen-Fachzeitschrift GIESSEREI.

## Aufgaben und Organisation

Haus der Gießerei-Industrie (HdGI) von innen

Der BDG entstand 2008 aus der Fusion des Deutschen Gießereiverbandes (DGV) und des Gesamtverbandes Deutscher Metallgießereien (GDM). Der Verband vertritt die Interessen von rund 580 Eisen-, Stahl- und Nichteisen-Metallgießereien, die in Deutschland etwa 70.000 Mitarbeiter beschäftigen (Stand 2021). Der Verband arbeitet eng mit dem Verein Deutscher Giessereifachleute (VDG), der Wirtschaftsvereinigung Metalle (WVM) und der Forschungsvereinigung Gießereitechnik (FVG) zusammen. BDG und VDG bilden zusammen mit der BDG-Service GmbH, der VDG-Akademie sowie der ForschungsvereinigungGießereitechnik das Haus der Gießerei-Industrie (HdGI), das seit 2014 in der Hansaallee 203 in Düsseldorf beheimatet ist. Der BDG ist als Lobby-Organisation im Lobbyregister für die Interessenvertretung gegenüber dem Deutschen Bundestag und der Bundesregierung des Deutschen Bundestages eingetragen.
Der Verband organisiert sich in die Referate für Marktanalysen und Volkswirtschaft, Technik und Innovation, Energie- und Umweltrecht, Eisen- und Stahlguss, NE-Metallguss, Betriebswirtschaft, Nichteisen-Metallguss, Umwelt- und Arbeitsschutz, Rohstoffe und Energie, BDG-Redaktion und Öffentlichkeitsarbeit, Aus- und Weiterbildung, Hochschulpolitik.

## Geschichte des Verbandes
Die Gießerei-Industrie organisierte sich bereits 1869, indem sich 14 Betriebe zum Verein deutscher Eisengießeren (VDE) zusammenschlossen. Es entstand der erste deutsche wirtschaftliche Verein, ein Wirtschaftsverband. Ab 1914 wurde die Zeitschrift Gießerei herausgegeben. 1935 wurde der VDE durch Verordnung des Reichs- und preußischen Wirtschaftsministers Zwangskartell und zum 30. Juni 1938 aufgelöst.
Nach dem Zweiten Weltkrieg kam es in den britisch und amerikanisch besetzten Zonen zur regionalen Re-Organisation der Gießerei-Industrie. Im April 1946 wurde in Düsseldorf die Wirtschaftsvereinigung Gießereien im Bereich der britischen Besatzungszone gegründet. Es bildeten sich Gießereiverbände wie die Wirtschaftsvereinigung Gießerei-Industrie Hessen e.V. (Frankfurt am Main), der Gießereiverband Württemberg-Baden (Stuttgart) und der Gießereiverband Bayern (München). Nach Bildung des Vereinigten Wirtschaftsgebietes in der britischen und amerikanischen Zone wurde 1948 in Frankfurt die Arbeitsgemeinschaft Deutscher Gießerei-Vereinigungen (ADGV) gegründet als gemeinsame Vertretung der bestehenden vier Gießereiverbände.
Im Plenarsaal des Düsseldorfer Landtages fand am 30. Juni 1953 die Gründungsversammlung des Wirtschaftsverbandes Gießerei-Industrie statt; ab 1970 genannt Deutscher Gießereiverband (DGV). Das im Jahre 1952 fertiggestellte Haus der Gießerei-Industrie in der Düsseldorfer Sohnstraße 70 wurde Sitz des Verbandes.
Mit Zunahme der Exporte der deutschen Industrie differenzierte der DGV seine interne Struktur aus. Dauerhaft besetzt wurden die Themen Volkswirtschaft (auch in Zusammenarbeit mit dem IFO-Institut), Außenwirtschaft, Betriebswirtschaft, Rohstoffversorgung sowie Recht.
Mit der deutschen Wiedervereinigung ging der im April 1990 durch ostdeutsche Gießereien gegründete Ost-Verband DGV in der DDR e.V. im DGV auf. Für das Gebiet der ehemaligen DDR wurde ein Landesverband Ost gegründet.
Nach langjährigen Diskussionen wurde 2008 die Gründung des Bundesverbandes der Deutschen Gießerei-Industrie erfolgreich abgeschlossen mit der Zusammenführung und Neuorganisation der drei Vereinigungen DGV, GDM und VDG. Dabei verschmolzen DGV und GDM, der VDG wurde neu organisiert und mit dem Bereich Technik des BDG organisatorisch und inhaltlich eng verzahnt. Es wurden die auf seine Firmenmitglieder ausgerichteten technisch-wissenschaftlichen Arbeitsgebiete auf den neuen Branchenverband übertragen. Der VDG behielt als Personenverein seinen Namen und seine rechtliche Unabhängigkeit und ist eng in die Strukturen des neuen Verbandes eingebunden.